# جولی آن امری
 جولی آن امری (انگلیسی: Julie Ann Emery؛ زادهٔ ۳ سپتامبر ۱۹۷۹) یک هنرپیشه اهل ایالات متحده آمریکا است.
از فیلم‌های او می‌توان به تابستان داکوتا، ۳ روز با پدر و سریال بهتره با ساول تماس بگیری اشاره کرد.